# Роберто Паци
Роберто Паци (на италиански: Roberto Pazzi) е италиански писател, поет и журналист.

## Биография
Завършва в Болоня класическа филология. Живее във Ферара, преподава културна антропология и философия на историята в Университета на Ферара и социологията на изкуството и литературата в Урбино. Ръководи школа за творческо писане. Дълги години сътрудничи на „Кориере дела Сера“, пише рецензии за италиански културни издания и за „Ню Йорк Таймс“. Романите му са преведени на повече от двадесет езика и са удостоени с множество италиански и международни награди.

### Поезия
- L'esperienza anteriore, I Dispari, 1973
- Versi occidentali, Rebellato, 1976
- Il re, le parole, Lacaita, 1980
- Calma di vento Garzanti, 1987
- Il filo delle bugie, Corbo, 1994
- La gravità dei corpi, Palomar, 1998
- Talismani, Marietti, 2003

### Романи
- Cercando l'Imperatore, Marietti, 1985
- La principessa e il drago, Garzanti, 1986
- La malattia del tempo, Marietti, 1987
- Vangelo di Giuda, Garzanti, 1989
- La stanza sull'acqua, Garzanti, 1991
- Le città del dottor Malaguti, Garzanti, 1993
- Incerti di viaggio, Longanesi, 1996
- Domani sarò Re, Longanesi, 1997
- La città volante, Baldini e Castoldi, 1999
- Conclave, Frassinelli, 2001
Конклав. Изд. „Унискорп“, 2010.
- L'erede, Frassinelli, 2002
- Dal grande fiume al mare, Pendragon, 2003
- Il signore degli occhi, Frassinelli, 2004
- L'ombra del padre, Frassinelli, 2005
- Qualcuno mi insegue, Frassinelli, 2007
- Le forbici di Solingen, Corbo, 2007
- Dopo primavera, Frassinelli, 2008
- Mi spiacerà morire per non vederti più, Corbo, 2010
- D'amore non esistono peccati, Barbera, 2012
- Lazzaro, Bompiani, 2017
- Verso Sant'Elena, Bompiani, 2019
- Hotel Padreterno, La Nave di Teseo, 2021
- La stanza sull'acqua, i Delfini, La Nave di Teseo, 2022